# Piazza del Rinascimento
Piazza del Rinascimento è una piazza di Urbino.

## Descrizione

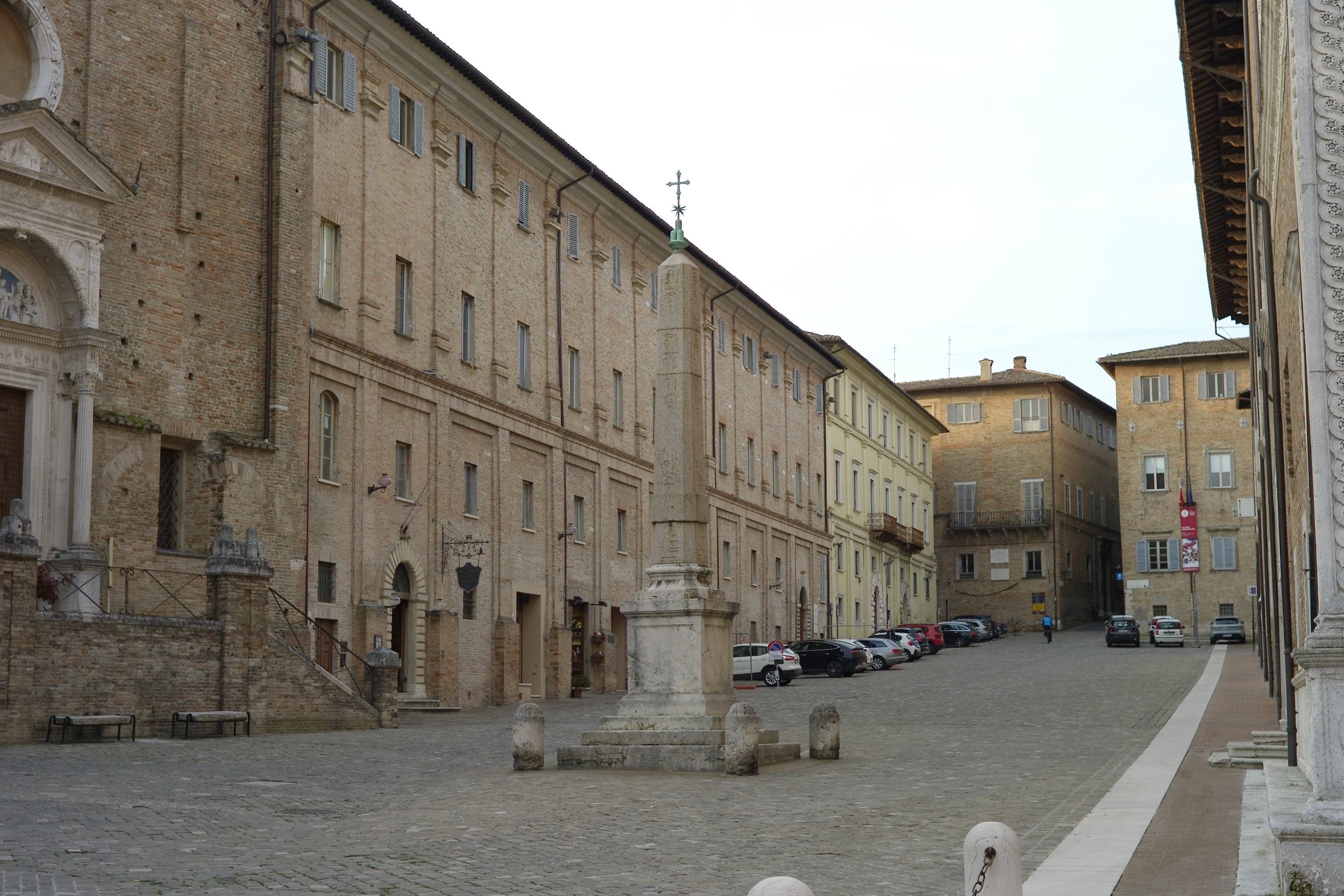
La piazza verso sud

Si trova sulla cima del colle del Poggio come un lungo rettangolo in pendenza, con il lato occidentale dominato dalla facciata del Palazzo Ducale, delimitata a meridione dall'imbocco di via F. Salvalai (Il Pincio). Sul lato orientale, partendo dall'estremità settentrionale, vi è la chiesa di San Domenico, sull'angolo con la via eponima, poi l'edificio dell'ex Seminario diocesano ed infine Palazzo Petrangolini, sull'angolo con via del Poggio. All'estremità meridionale vi è l'imbocco di via A. Saffi (San Polo), affiancato dai palazzi Vecchiotti Antaldi e Montefeltro Bonaventura, che si viene a trovare sul punto più alto del colle del Poggio. Invece l'estremità settentrionale è segnata dalla confluenza in via F. Puccinotti e da Casa Ivarra. Proprio in questa parte della piazza spicca al centro un obelisco egizio.

## Storia
In origine era una semplice via e corrispondeva ad un tratto del cardo massimo dell'antico municipio romano di Urvinum Metaurense, in prossimità del Foro (approssimativamente nell'area dell'odierna piazza Duca Federico), per cui di minor ampiezza, in linea con le vie Puccinotti e Saffi. Risale a questo periodo la presenza nell'area dell'ex seminario di un edificio termale, per una cisterna ed altri resti nel sottosuolo, rinvenuti verso il 1874, durante la costruzione dell'edificio.
Il primo lieve ampliamento si ebbe nell'estremità nord, con la costruzione della chiesa di San Domenico, che fu concepito come una sorta di estensione della vicina Piazza Maggiore (Piazza Duca Federico). In età medievale sul lato orientale nacquero anche altre due vie che collegavano la piazza con la via parallela (odierna via Santa Chiara), una posta sull'angolo sud della chiesa di S. Domenico (via Santa Croce), su cui prospettava il convento dei domenicani, una traversa ed una parallela a quest'ultima strada (Trivio di Santa Croce).
Fu il duca Guidobaldo II della Rovere a voler ingrandire la piazza per renderla più adatta alle attività di rappresentanza della corte, così nel 1563 furono avviati i lavori di ampliamento sul lato orientale, con l'abbattimento dei fabbricati posti tra il convento dei domenicani e palazzo Antaldi, secondo il progetto di Filippo Terzi. Ma i lavori procedettero a rilento a causa dei costi ingenti in capo solo al Comune, già oberato dalle crescenti tasse ducali, che portarono l'intero territorio urbinate alla rivolta nel 1572. Solo verso il 1614, per volere del duca Francesco Maria II, furono portati a termine i lavori di costruzione dei nuovi fabbricati. La nuova piazza divenne sede, data la vicinanza con la residenza ducale, degli svaghi della corte che coinvolgevano anche la popolazione cittadina, come le partite di calcio storico e dell'Aita; uso che perdurò anche dopo la devoluzione del Ducato allo Stato Pontificio (1631), con le partite di palla col bracciale, da cui derivò una delle denominazioni originarie della piazza. Il campo di gioco era addossato verso la facciata del Palazzo Ducale. Il partite di palla col bracciale si svolsero qui fin verso la fine del XIX secolo, quando furono proibite entro le mura cittadine, sia per le lamentele della cittadinanza e sia per la tutela degli edifici. Invece l'originaria pavimentazione fu in cotto, com'era in tutte le altre vie della città, che fu poi sostituito dalla pietra (più resistente agli agenti atmosferici) a metà del XVIII secolo, per volontà del cardinal legato Gianfrancesco Stoppani, a spese della Legazione Apostolica e della Municipalità. Durante il pontificato di Clemente XI, per ringraziarlo degli interventi in favore di Urbino, sua città natale, si pensò di sistemare in questa piazza la statua del Pontefice, realizzata da Francesco Moratti, ma poi vista la pregevolezza dell'opera si preferì sistemarla al riparo dagli agenti atmosferici, collocandola nella sala del trono nel Palazzo Ducale (poi spostata in Cattedrale). Nonostante ciò nella piazza a ricordo di Papa Albani e delle sue opere per la città, nel 1737, per volontà del cardinal nipote Annibale, fu posto l'obelisco egizio al centro della parte settentrionale, in asse con la chiesa di San Domenico, anch'essa rinnovata grazie ai finanziamenti del cardinal Albani.
Un ultimo intervento urbanistico di una certa importanza si ebbe verso la metà del XIX secolo, quando l'arcivescovo Alessandro Angeloni volle una nuova sede per il seminario, più grande e più vicina alla cattedrale (la precedente si trovava vicino alla chiesa di San Sergio, prima sede vescovile in città). A tal scopo chiese a Papa Pio IX di poter avere il convento dei domenicani, affidando il progetto all'ingegnere Antonio Lattanzi. Ma si constatò che lo spazio era troppo ristretto ed i costi di ristrutturazione troppo elevati, quindi si optò per un ampliamento del progetto, che comportò l'acquisizione e la demolizione di tutti gli edifici lungo il lato della piazza, dal convento fino a palazzo Antaldi, oltre alla chiusura delle vie pubbliche presenti sull'area interessata (Trivio di Santa Croce). I lavori partirono solo nel 1873, dopo la morte del Lattanzi, così il progetto fu proseguito dal solo arcivescovo. Lo sforzo economico fu tale che costrinse a ridimensionare il progetto, cedendo l'area ad angolo con la via del Poggio alla famiglia Petrangolini che vi costruì il proprio palazzo.

## Monumenti e luoghi d'interesse
Palazzo Ducale
Il prospetto su questa piazza corrisponde alla parte detta Palazzetto della Jole, che costituisce il nucleo più antico della residenza dei Montefeltro, risalente al XIV secolo. Al piano terra vi sono tre porte, la prima da accesso diretto allo scalone d'onore, la seconda è un ingresso di servizio, corrispondente agli ambienti occupati dal Museo Archeologico Lapidario, infine la terza (al civico 13) da accesso agli uffici direttivi della Galleria Nazionale.
Chiesa di San Domenico
Ex seminario
È caratterizzato da una lunga facciata in mattoni a vista, scandita da paraste doriche lisce su cornice marcapiano. Si sviluppa su un'area piuttosto estesa, con una pianta quadrilatera su quattro piani e un grande cortile porticato (alcune arcate sono tamponate). Possiede due ingressi principali, centinati e ornati da una cornice bugnata, posti alle estremità del prospetto; al centro vi è un accesso carraio per il grande cortile interno, usato come parcheggio dall'albergo che occupa parte dell'edificio. La parte sud dell'edificio possiede anche un accesso secondario sul lato posteriore in quel che rimane di via Santa Croce. Il seminario fu soppresso nella seconda metà del XX secolo. L'estremità meridionale è occupata da alcuni istituti del Dipartimento di Scienze Biomolecolari dell'Università cittadina, invece l'estremità settentrionale ospita un albergo, dagli inizi del XXI secolo. La parte posteriore dell'edificio, verso piazza P. Gherardi e via Santa Chiara, costituisce l'unica porzione superstite dell'antico convento domenicano.
Palazzo Bonaventura
Sorge all'estremità sud-occidentale e pur avendo il proprio ingresso principale in via Saffi, prospetta per un lato su questa piazza.

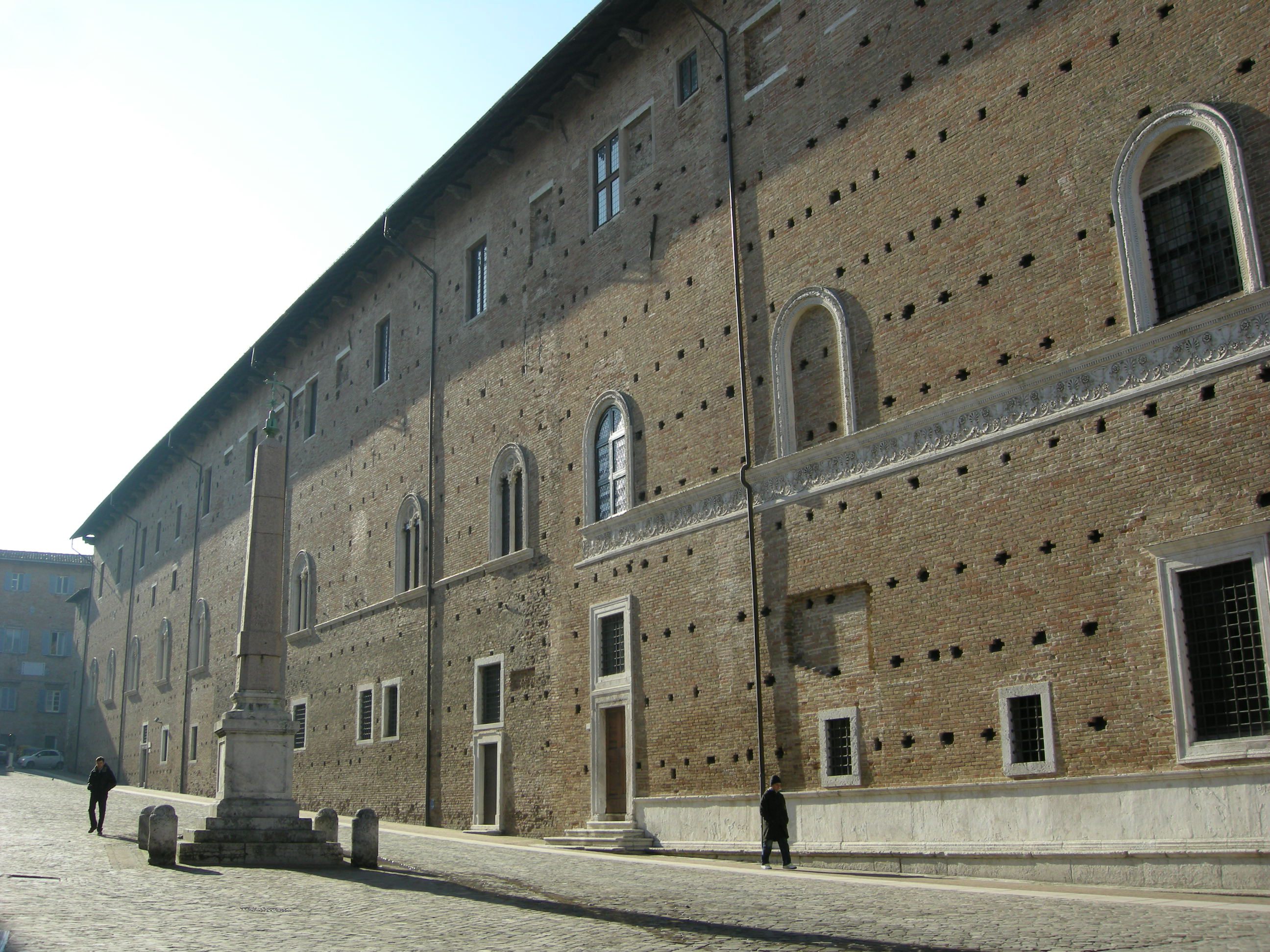
Prospetto del Palazzo Ducale sulla piazza
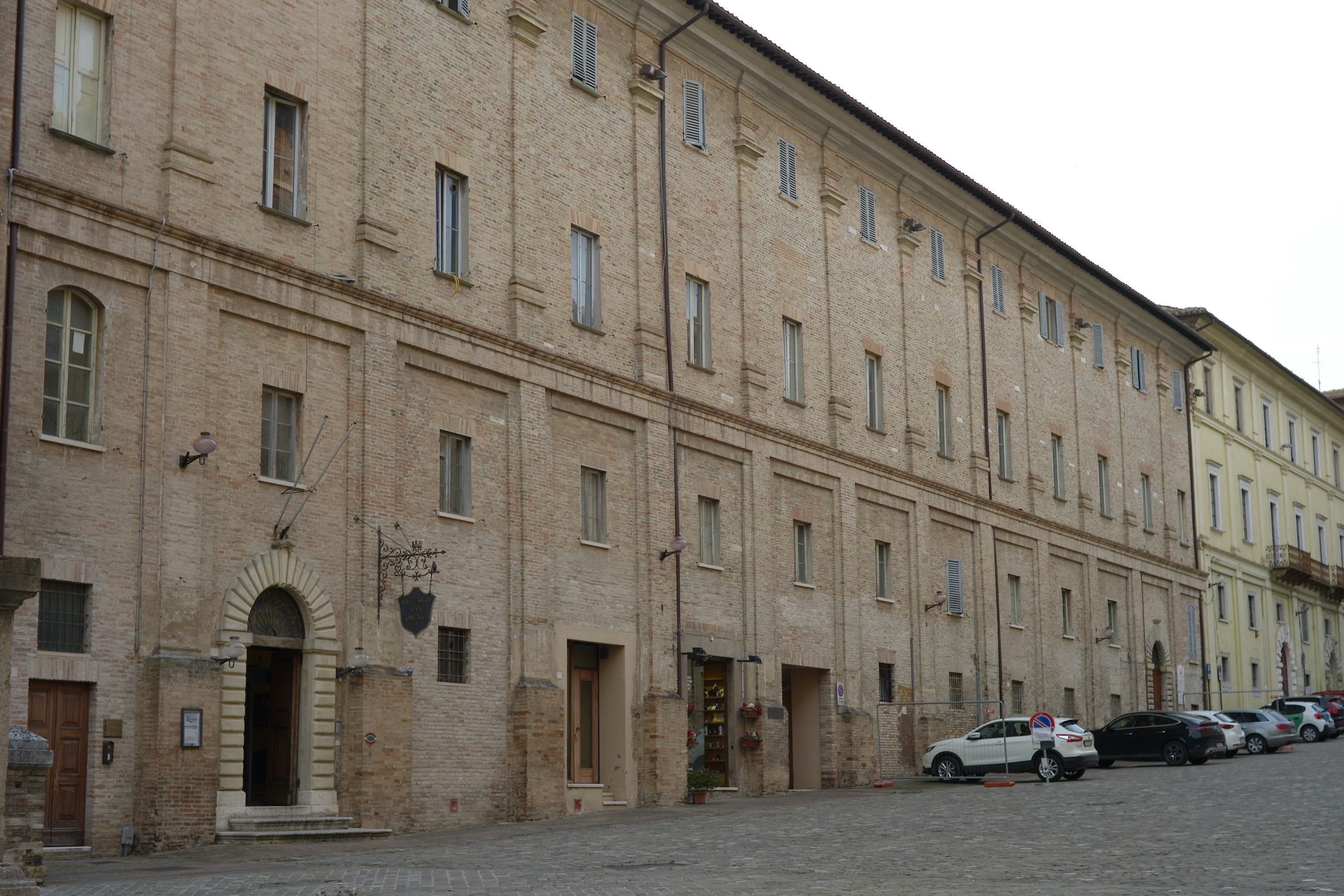
Ex Seminario
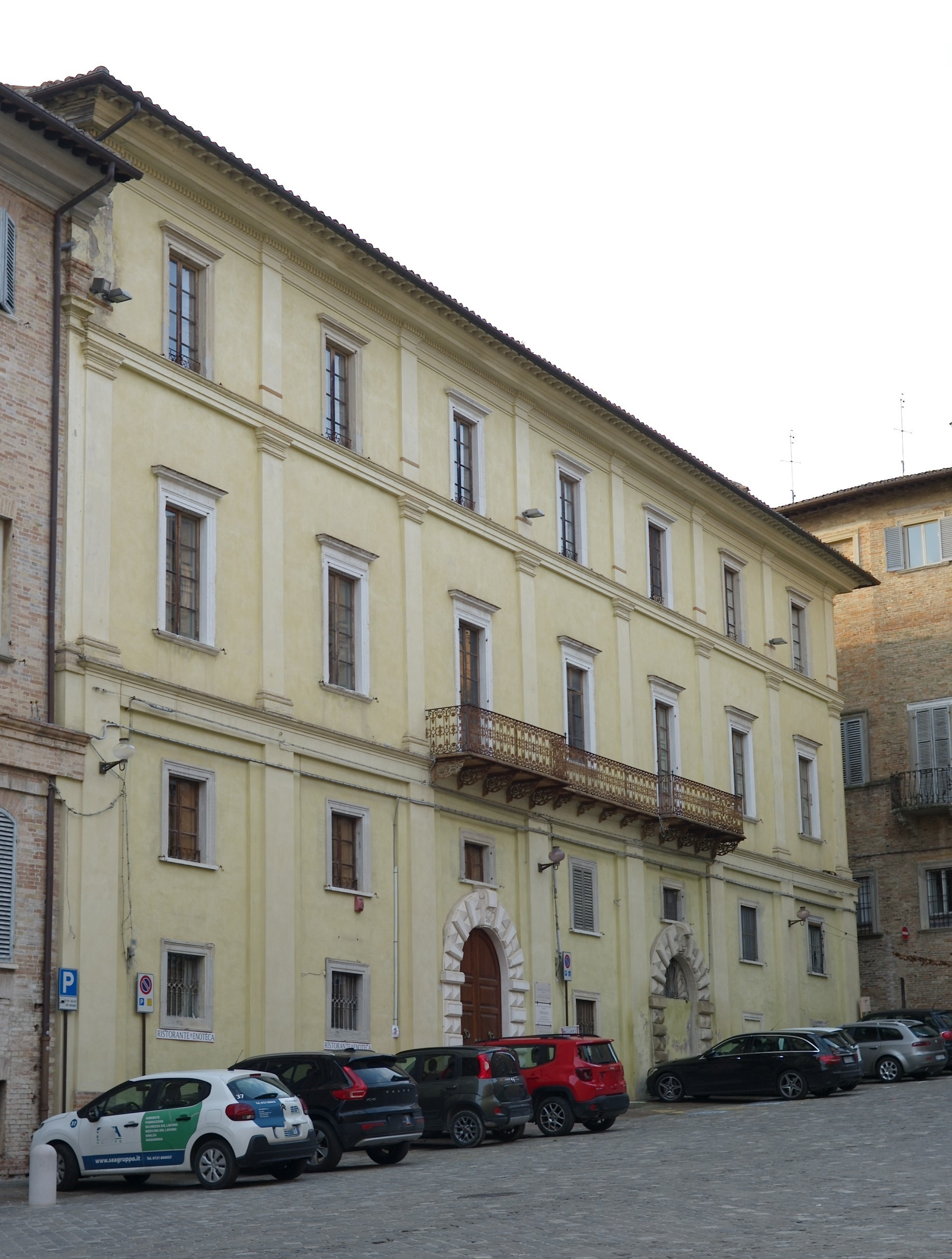
Palazzo Petrangolini
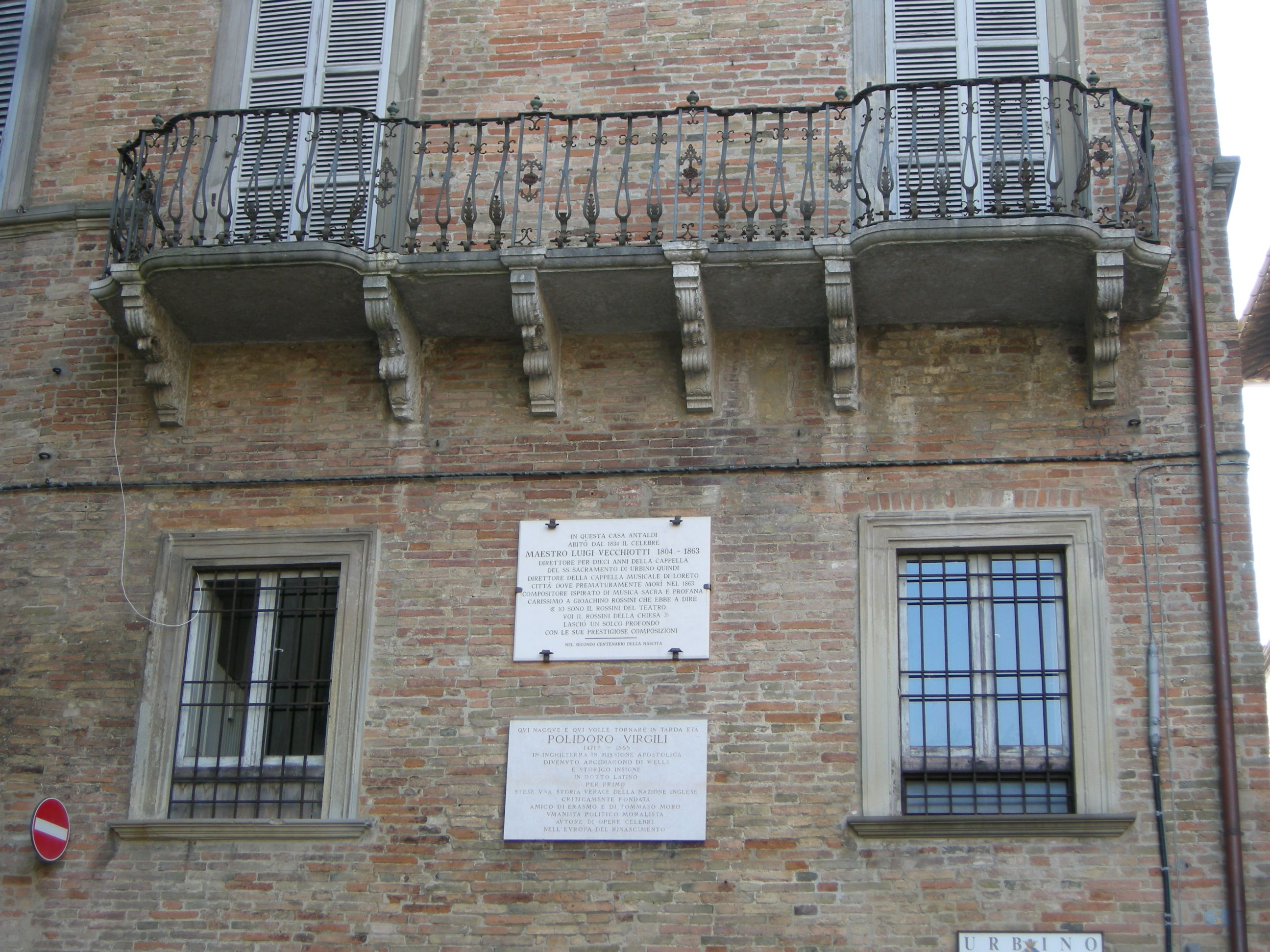
Balcone di palazzo Virgili Antaldi Vecchiotti
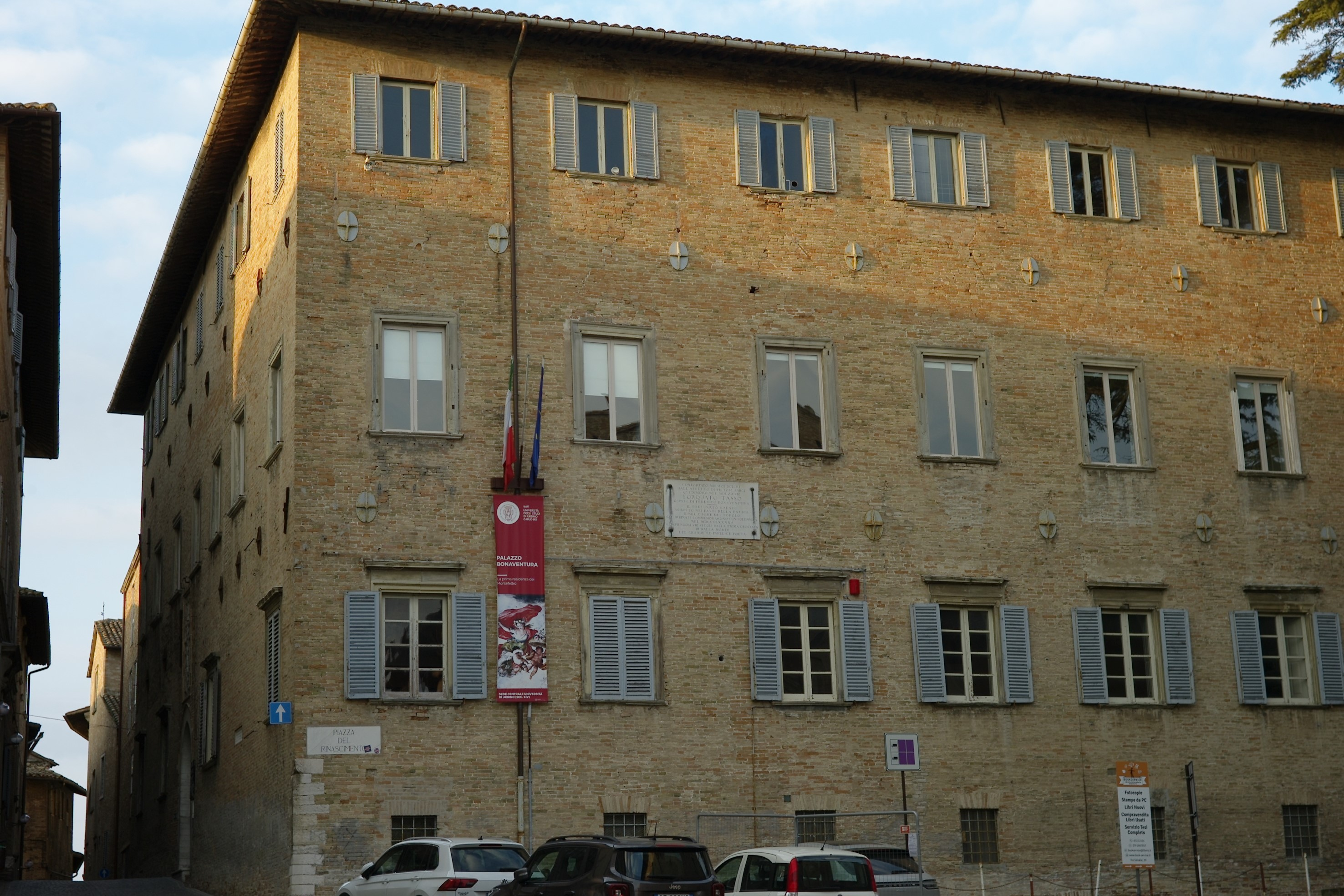
Palazzo Bonaventura verso la piazza

Palazzo Virgili Antaldi Vecchiotti
Sorge all'estremità sud-orientale della piazza, ma prospetta per un breve tratto su questa piazza, con un balcone ottocentesco, al livello del primo piano, con base lapidea e ringhiera ondulata in ferro battuto. Sotto di esso vi sono due epigrafi commemorative dedicate a Polidoro Virgili ed al musicista Luigi Vecchiotti. Quest'ultimo abitò in questo palazzo nel XIX secolo, dopo aver sposato l'ultima esponente della famiglia Antaldi.
Palazzo Petrangolini
Sorge su una pianta quadrilatera su tre piani, tra la piazza (lato ovest), via del Poggio (lato sud), via Santa Chiara (lato est), l'ex seminario e l'oratorio di Santa Croce (lato nord). La facciata principale sulla piazza è intonacata e scandita da due ordini di paraste doriche su cornice marcapiano con al centro, al livello del primo piano, un grande balcone in ferro battuto; le cornici delle finestre sono in pietra e vi sono al centro due portali centinati, con cornici a bugne alternate (lisce e a punta), anche se quello a destra è parzialmente tamponato. Possiede un cortile ed un giardino interno sul lato posteriore.
Sull'area, fino agli inizi del XVII secolo, vi era la casa della famiglia Antaldi, che poi si trasferì nel palazzo vicino (all'imbocco dell'odierna via A. Saffi), permutandolo con i Virgili (famiglia che vantò tra i suoi membri il celebre Polidoro). Quest'ultima famiglia si estinse entro il primo quarto del XVIII secolo, confluendo in quella fanese dei Borgogelli. I quali vendettero il palazzo agli inizi del XIX secolo alla famiglia fermignanese dei Lazzari, che lo mantenne fino a metà secolo, quando poi fu acquisito dall'arcidiocesi ed abbattuto durante i lavori di costruzione del Seminario. Nella seconda metà del XX secolo, palazzo Petrangolini passò all'Università cittadina, che vi insediò gli istituti di lingue e semiotica, a cui si è aggiunto l'Istituto di superiore di scienze religiose "Don Italo Mancini".
Obelisco egizio
Casa Ivarra

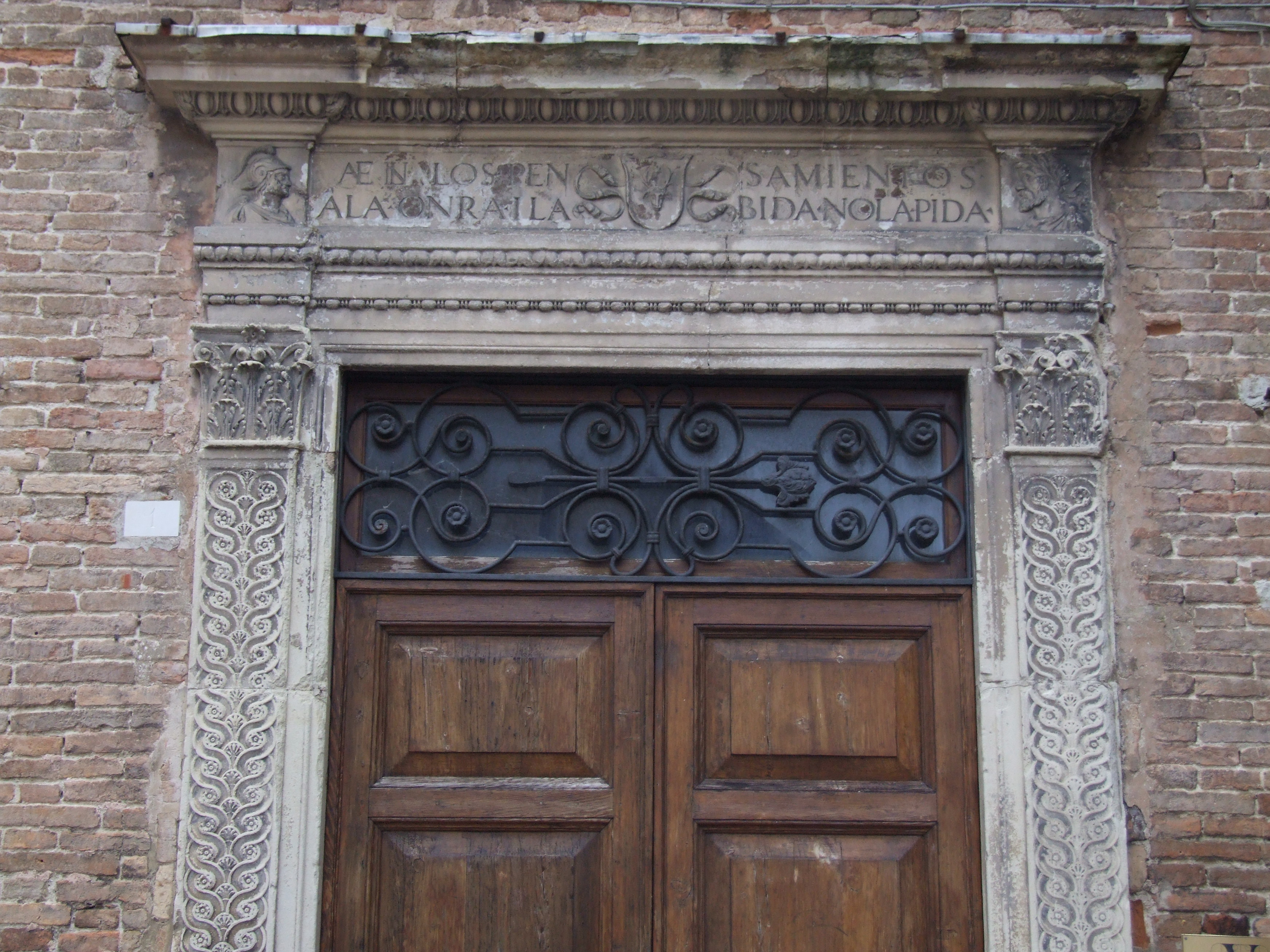
Particolare del portale di Casa Ivarra

Sorge all'estremità nord della piazza e si caratterizza per il portale lapideo architravato in stile rinascimentale ed il motto in spagnolo "AE IN LOS PENSAMIENTOS / ALA ONRA ILA BIDA NOLA PIDA" (Abbi i tuoi pensieri rivolti soltanto all'onore e non ti curare della vita). Il motto appartiene a Giovanni de Ivarra della Biscaglia, capitano dell'esercito imperiale, che abitò in questa casa nella prima metà del XVI secolo, quando apparteneva alla famiglia della moglie, i Cornei. Quest'ultimi cedettero la casa agli Ubaldini, verso la metà del XVII secolo, e in quell'occasione lo stemma sul portale fu modificato, con l'apposizione di quello dei nuovi proprietari. Questa casa fu anche abitata, durante il suo soggiorno in città, dall'artista Baccio Pontelli e sua madre, sul finire del XV secolo. Gli Ubaldini mantennero la proprietà, assieme alla casa confinante, fino agli inizi del XIX secolo, poi dalla metà del secolo i due edifici passarono alla famiglia Boghi, che li unirono in un unico palazzo. Agli inizi del XX secolo, i Boghi lasciarono il palazzo alla Congregazione di Carità (poi divenuto Ente Comunale di Assistenza, poi confluito nell'IRAB ed infine nell'ASL). Verso la fine del secolo (anni novanta circa) passò al Comune, che vi ha insediato l'assessorato al turismo.